# Emma van Frankrijk
Emma van Frankrijk (circa 894 - 934) was van 923 tot aan haar dood koningin van West-Francië. Ze behoorde tot het huis der Robertijnen.

## Levensloop
Emma was een dochter van koning Robert I van Frankrijk uit diens tweede huwelijk met Beatrix, dochter van graaf Herbert I van Vermandois. Rond 921 huwde ze met hertog Rudolf I van Bourgondië (890-936).
Na de dood van Emma's vader werd haar echtgenoot Rudolf op 13 juli 923 in de Sint-Medardusabdij in Soissons tot koning van West-Francië gekroond. Hetzelfde jaar werd ook zijzelf tot koningin gekroond, maar dan wel in Reims.
Ze verdedigde de rechten van haar echtgenoot op de troon tegen de Karolingische pretendent Karel de Eenvoudige en haar oom Herbert II van Vermandois. Emma veroverde in 931 Avalon en leidde in 933 het leger van haar echtgenoot bij het Beleg van Château-Thierry, dat in handen was van Herbert II. Ze overleed in het jaar 934. 
Emma en haar echtgenoot Rudolf hadden vermoedelijk twee kinderen: een zoon Lodewijk en een dochter Judith, die allebei de kindertijd niet overleefden.